# 非常命案
《非常命案》（英語：Twisted）是一部2004年美國心理驚悚電影，由菲力普·考夫曼執導，薩拉·索普編寫劇本，艾希莉·賈德、山繆·傑克森和安迪·賈西亞主演。劇情講述一名刑事組警探在調查一樁謀殺案時，自己的前男友遭人殺害，而自己也身陷危險之中。電影於2004年2月27日在美國上映，獲得影評界普遍負評，票房表現也不佳。

## 演員
- 艾希莉·賈德飾演潔西卡·薛普
- 山繆·傑克森飾演約翰·米爾斯
- 安迪·賈西亞飾演邁克·德爾馬科
- 大衛·史崔森飾演法蘭克醫生
- 王盛德飾演唐中尉
- 马克·佩雷格里诺飾演吉米·史密特
- 卡姆琳·曼海姆飾演莉莎
- 泰塔斯·威利弗飾演戴爾·貝克爾
- D·W·莫非特飾演雷·波特
- 理查·T·瓊斯飾演威爾遜·杰斐遜
- 勒蘭·德奥瑟飾演艾德蒙·卡特勒

## 外部連結
- 互联网电影数据库（IMDb）上《非常命案》的资料（英文）
- 爛番茄上《非常命案》的資料（英文）
- Metacritic上《非常命案》的資料（英文）
- Box Office Mojo上《非常命案》的資料（英文）
- 開眼電影網上《非常命案》的資料（繁體中文）
- 豆瓣电影上《非常命案》的資料 （简体中文）